# Legislação sobre águas no Brasil
A legislação sobre águas no Brasil ou Direito das Águas consiste num conjunto de normas jurídicas direcionadas ao domínio, gestão e uso dos recursos hídricos brasileiros, consiste num ramo do Direito Público brasileiro, estatuído, sobretudo, a partir da criação da Lei Federal nº 9.433/1997 (Lei Federal das Águas) e do Sistema Nacional de Gerenciamento dos Recursos Hídricos (art. 25 e seguintes da Lei das Águas - Lei 9.433/197). 
Nos termos do artigo 22, inciso IV, da Constituição Federal, compete privativamente à União legislar sobre águas. O dispositivo constitucional é complementado por legislação ordinária e resoluções que disciplinam a matéria. No Brasil, a água é classificada como um bem público, ambiental e de uso comum do povo. 
A Lei nº 9.433/1997, de 8 de janeiro de 1997 instituiu a Política Nacional de Recursos Hídricos (PNRH) e criou o Sistema Nacional de Gerenciamento de Recursos Hídricos (SINGREH) . O domínio sobre os corpos de água e a respectiva gestão caberá, respectivamente, ao ente público com poder sobre os referidos corpos de água, podendo, ser de titularidade da União ou, dos respectivos Estados Membros da Federação. 
O sistema nacional é composto por todos os órgãos competentes para implementação da política nacional através de planificação, são órgãos desse sistema o Conselho Nacional de Recursos Hídricos (CNRH), os Conselhos Regionais dos Estados, a Agência Nacional das Águas (ANA), os Comitês de Bacia hidrográfica  e as entidades civis de pesquisa no campo hídrico. 
Um sistema hierarquizado de gerenciamento é criado, estruturado em colegiados, visando à descentralização da gestão dos recursos hídricos e contando com a participação do poder público, dos usuários e das comunidades, envolvidos num processo de negociação sobre as atividades e políticas públicas que afetam a quantidade e a qualidade das águas em suas circunscrições. 
A gestão dos recursos hídricos deverá ocorrer no âmbito da respectiva Bacia, no órgão denominado como Comitês de Bacia Hidrográfica, um tipo de parlamento local da águas, no qual todos os interessados (sociedade civil, usuários de água e membros do poder público) irão promover uma série de debates e ações, relacionadas à gestão da água no respectivo território. 
Outra criação salutar da Política Nacional de Recursos Hídricos são os institutos da outorga de água para uso exclusivo de particulares, e a cobrança pelo uso da água, instrumento de arrecadação de verbas para o Sistema Nacional de Gerenciamento dos Recursos Hídricos, como forma racionalização do uso dos recursos hídricos. 
A Lei nº 9.984/2000, de 17 de julho de 2000 , regulamentada pelo Decreto nº 3.692/2000, criou a Agência Nacional de Águas – ANA, como responsável pelo gerenciamento do Sistema Nacional de Recursos Hídricos.
A bacia hidrográfica é definida como a unidade territorial para a implementação da Política Nacional de Recursos Hídricos e a atuação do Sistema Nacional dos Recursos Hídricos. A legislação rompe com as tradicionais fronteiras físico-políticas dos estados, integrando os poderes municipal, estadual e federal. 
Propõe-se uma política participativa e um processo decisório aberto aos diferentes atores sociais vinculados ao uso da água, dentro de um contexto mais abrangente de revisão das atribuições do Estado, do papel dos usuários e do próprio uso. O princípio norteador é uma gestão descentralizada, participativa e integrada. O novo sistema é inovador no cenário internacional e nacional e rompe com o planejamento tecnocrático e autoritário até então vigente. 
O atual modelo brasileiro de gestão foi baseado no modelo francês, o qual, instituído a partir e uma visão economicista sobre os problemas da escassez dos recursos hídricos, por possuir um caráter descentralizado e modelo técnico peculiar; além de outros instrumentos de Gestão das Águas, como o Princípio do Poluidor-Pagador (instrumento de cobrança pelo uso da água). 
Tal matéria não se relaciona com a legislação que disciplina o aproveitamento comercial das fontes de águas minerais ou de mesa, situadas em terrenos de domínio público ou do domínio particular, previsto no Código de Águas Minerais, lei federal editada pelo Decreto-lei nº 7.841, de 8 de agosto de 1945.  A comercialização das águas minerais é objeto da fiscalização da Agência Nacional de Vigilância Sanitária (ANVISA), criada pela lei nº 9.782/1999, de 26 de janeiro de 1999.

## Materiais adicionais
1. "A Lei das Águas do Brasil", vídeo produzido pela Agência Brasileira de Águas e Saneamento - ANA. 
2. 2. Planejamento de Recursos Hídricos, vídeo produzido pela Agência Brasileira de Águas e Saneamento - ANA. 
3. Comitê de Bacia Hidrográfica, vídeo produzido pela Agência Brasileira de Águas e Saneamento - ANA. 